# Université Toulouse-III-Paul-Sabatier
A Université Toulouse-III-Paul-Sabatier, más néven Université Paul Sabatier (Toulouse 3), egy francia egyetem, amely a Toulouse-i Aerospace Valley található. Az egyetemnek több mint 32 000 hallgatója van. Nevét Paul Sabatier kémikusról kapta.
Az egyetem az Université Fédérale Toulouse Midi-Pyrénées tagja.